# Depot von Páleček
Das Depot von Páleček (auch Hortfund von Páleček) ist ein Depotfund der frühbronzezeitlichen Aunjetitzer Kultur aus Páleček, einem Ortsteil von Klobuky im Středočeský kraj, Tschechien. Es datiert in die Zeit zwischen 2000 und 1800 v. Chr. Das Depot befindet sich heute im Museum von Slaný.

## Fundgeschichte
Das Depot wurde südlich von Páleček auf der Parzelle 221 der Lage „Nad vsí“ oder „Na vrchu“ entdeckt. Das genaue Datum des Funds und die Fundumstände sind unbekannt. Das Depot wurde erstmals 1925 erwähnt.

## Zusammensetzung
Das Depot besteht aus sechs Bronzegegenständen: Zwei Armspiralen, zwei massive Ovalringe und zwei Stabarmringe. Die Spiralen sind zylinderförmig und aus Bändern mit dachförmigem Querschnitt gefertigt. Ein Exemplar besitzt verjüngte, abgerundete Enden. Beim anderen sind die Enden neuzeitlich abgebrochen. Die Ovalringe stammen aus derselben Gussform. Sie weisen verjüngte Enden mit Rillenmuster auf. Die Gussnähte an den Innen- und Außenseiten wurden abgeschliffen. Die Ringe weisen jeweils drei Löcher mit einem Durchmesser von 3 mm auf. Die Stabarmringe haben stumpfe Enden.